# Cuscuta hyalina
Cuscuta hyalina är en vindeväxtart som beskrevs av Albrecht Wilhelm Roth. Cuscuta hyalina ingår i släktet snärjor, och familjen vindeväxter. Inga underarter finns listade i Catalogue of Life.